# Vasto-San Salvo
Vasto-San Salvo (wł: Stazione di Vasto-San Salvo) – stacja kolejowa w Vasto, w prowincji Chieti, w regionie Abruzja, we Włoszech. Znajduje się na linii kolejowej Adriatica na Contrada San Tommaso, na granicy między Vasto i San Salvo.